# In My Arms
"In My Arms" é uma canção gravada pela cantora australiana Kylie Minogue para seu décimo álbum de estúdio, X (2007). A faixa foi escrita por Minogue, Calvin Harris, Richard "Biff" Stannard, Paul Harris e Julian Peake, e produzida por Calvin Harris e Stannard. A canção foi lançada como o segundo single do álbum na maior parte do continente europeu em 15 de fevereiro de 2008, enquanto serviu como o terceiro single no Reino Unido, Austrália e Nova Zelândia. A música também foi incluída nos álbuns de grandes êxitos de Minogue, The Best of Kylie Minogue (2012) e Step Back in Time: The Definitive Collection (2019). 
Musicalmente, "In My Arms" é uma canção derivada do dance-pop e synth-pop, que apresenta forte uso de sintetizadores e elementos da música retrô. Liricamente, a canção trata sobre alguém perguntando a outra pessoa como é a sensação de estar em seus braços. "In My Arms" recebeu geralmente avaliações favoráveis de alguns críticos musicais, com alguns elogiando a letra e considerando-a como uma das melhores faixas do álbum. Comercialmente, "In My Arms" foi geralmente bem-sucedida, alcançando o top 10 em países como a Bélgica, França, Suíça e Reino Unido. No entanto, a música obteve um sucesso menor na Austrália, onde chegou ao número 35, tornando-se seu single de menor desempenho na região desde "Cowboy Style" em 1998.
O videoclipe correspondente para "In My Arms" foi gravado em Los Angeles em janeiro de 2008, juntamente com o videoclipe para "Wow". A diretora Melina Matsoukas ficou encarregada de dirigir os dois vídeos. O vídeo consiste em Minogue em um estúdio de música extravagante, sendo apresentada em vários cenários diferentes. Como forma de promover o single, a artista cantou "In My Arms" em algumas ocasiões, como nos prêmios NRJ Music Awards, Echo e na KylieX2008, turnê que promoveu o álbum X. Posteriormente, Minogue incluiu a faixa no repertório de várias de suas turnês, mais recentemente no repertório recorrente da Summer 2015. 

## Antecedentes e lançamento

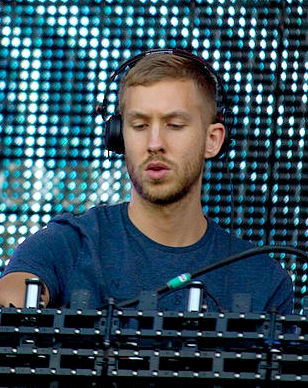
O produtor musical escocês Calvin Harris (imagem) foi um dos encarregados de produzir a canção.

Depois de recuperar-se de um câncer de mama e percorrer a Austrália e o Reino Unido com a turnê Showgirl: The Homecoming Tour entre o fim de 2006 e início de 2007, Minogue começou a trabalhar em seu décimo álbum de estúdio. Entre vários outros, a artista trabalhou com o produtor musical escocês Calvin Harris, cuja colaboração foi anunciada em fevereiro de 2007. Segundo ele, o pessoal de Minogue chegou até o produtor por Jamie Nelson, A&R da cantora, que pediu a ele para que trabalhasse com a cantora. Na época da produção do disco, Harris comentou: "Nós gravamos uma faixa adequada até agora e, em seguida, estávamos trabalhando em mais algumas na semana passada. A música soa como 500 homens sem camisa dançando. É suja, é suada e um pouco errada. Grande pop gay, é claro". Eles trabalharam em duas faixas, sendo elas "Heart Beat Rock" e "In My Arms", que foram incluídas no álbum X. Harris comentou sobre trabalhar com Minogue:

"Foi assustador estar em uma pequena sala com Kylie. Eu precisei de uma dose de Jack Daniels para acalmar meus nervos. Não foi uma boa ideia. Era de manhã cedo e fiquei um pouco bêbado, mas igualmente nervoso. Mas Kylie foi incrível. Não sabia o quanto ela contribuía musicalmente".

"In My Arms" também teve a participação de artistas estrangeiros como convidados em certos territórios em que X foi lançado. A EMI Music Taiwan anunciou em 15 de outubro de 2007 que Minogue havia gravado um dueto da música com a cantora taiwanesa Jolin Tsai, sendo incluído na edição asiática de X lançada em novembro de 2007. A EMI Music pediu ao cantor e compositor mexicano Aleks Syntek para gravar alguns vocais em espanhol para a música no início de 2008. A canção foi publicada pela primeira vez no canal oficial de Syntek no YouTube em 24 de abril de 2008, e posteriormente confirmado pela EMI e pela imprensa mexicana que a música era verdadeira e estava programada para ser lançada nas estações de rádio mexicanas na última semana de abril. Mais tarde foi confirmado que a música seria incluída no álbum de compilação de Syntek, Best of 1989–2009, e em uma edição especial mexicana do álbum X. "In My Arms" foi lançada em 15 de fevereiro de 2008 como o segundo single do álbum na Europa, enquanto foi liberada como o terceiro single no Reino Unido, Austrália e Nova Zelândia em 5 de maio do mesmo ano.

## Composição
"In My Arms" é uma canção dance-pop e synth-pop, com elementos de música retrô, que apresenta uso de fortes sintetizadores. De acordo com a partitura publicada no website Musicnotes.com pela Sony/ATV Music Publishing, "In My Arms" é definida em tempo comum e está escrita na chave de dó menor. Os vocais de Minogue variam desde a nota si bemol menor até a nota sol. A música tem um andamento acelerado de 126 batidas por minuto. A faixa começa com um ruído branco, com Minogue falando algumas linhas até que ela grita "oh!" e a faixa propriamente começa. Liricamente, "In My Arms" possui uma sensação sexualmente convidativa, enfatizada pela linha "Como é estar em meus braços?". Isto é reafirmado com Minogue começando o segundo verso cantando: "Tenho a sensação de que isso é algo muito forte/Tudo o que eu quero é seguir em frente/Sem pensar a qual lugar eu pertenço/Então nunca vá embora". De acordo com Sharon O'Connell do Yahoo! Music, os "cofres do Daft Punk [foram] saqueados" para a composição da faixa. Nick Levine do Digital Spy comentou que "In My Arms" era preenchida com uma "profusão de sintetizadores confusos, um generoso punhado de efeitos sonoros 'whooosh!' e um brilhante coro [que faz levantar os] braços no ar". Em uma revisão do álbum X, Levine comentou que a canção "casa um pouco de electro com um fantástico refrão". De acordo com o website Playlouder, a faixa soava como Madonna "em sua juventude", o que era bom, pois Madonna não fazia um disco com sua cara há uma década.

## Análise da crítica

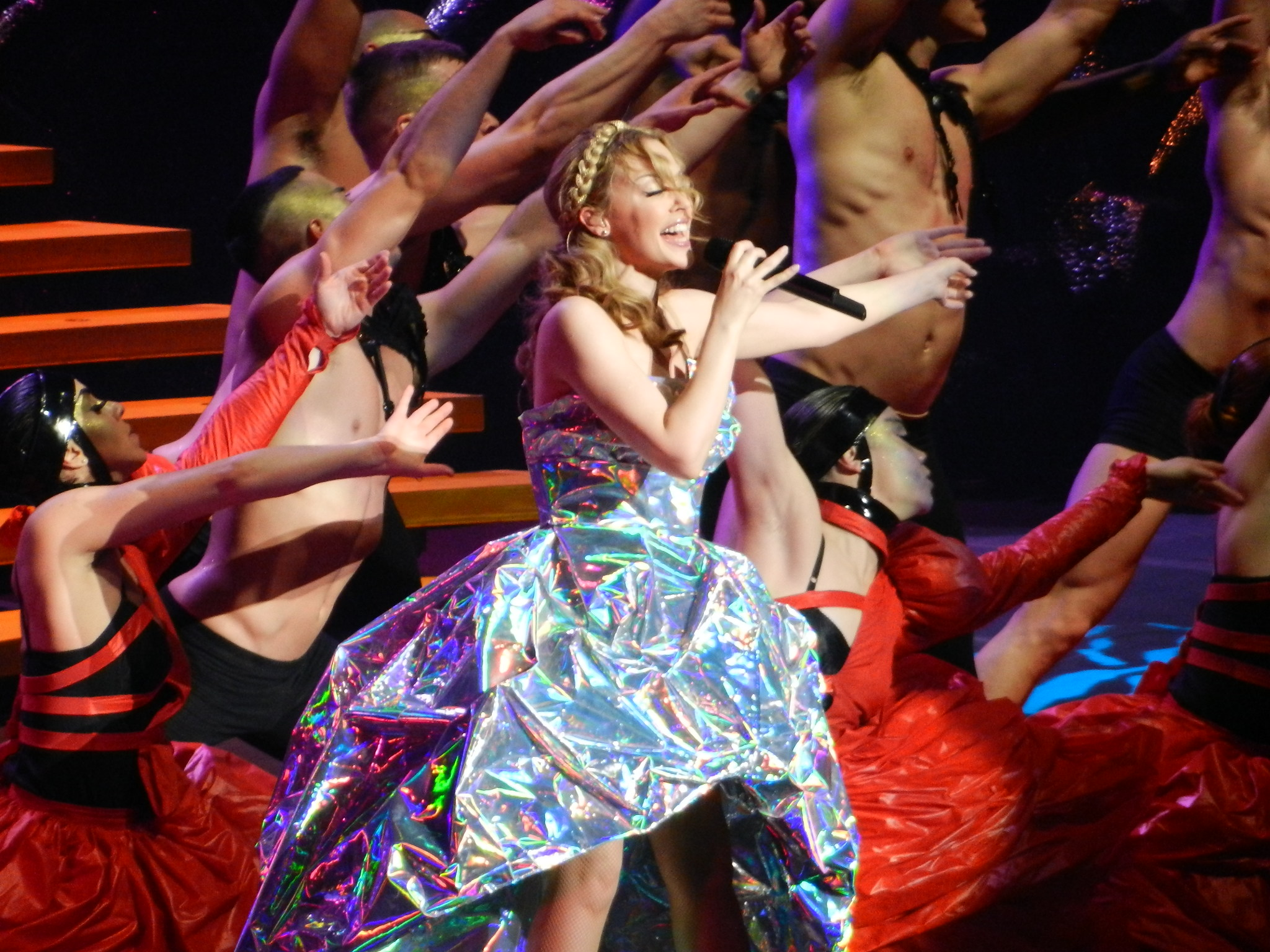
Minogue e seus dançarinos apresentando "In My Arms" na Aphrodite: Les Folies Tour em 2011

"In My Arms" recebeu avaliações geralmente positivas de críticos musicais. Tom Ewing, em uma crítica para a Pitchfork, comparou a música ao trabalho da dupla francesa de música eletrônica Justice e escreveu que Minogue "pula em torno da música com gosto". O revisor da Prefix Magazine, Bruce Scott, escreveu que a faixa era "cheia do tipo de charme exuberante que fez de uma faixa como 'Love at First Sight' um sucesso do passado". De acordo com Evan Sawdey, do PopMatters, "In My Arms" é "uma faixa que exige absolutamente sua atenção". Mark Sutherland, da Billboard, fez uma crítica positiva, escrevendo: "Você procurará em vão por percepções sobre seus recentes traumas pessoais, mas ainda há muito de coração e alma" na forma de músicas como "In My Arms", sendo descritas como "seu melhor lote de músicas em algum tempo". Peter Robinson, do The Observer, classificou a faixa como "explosiva" e disse que a faixa era um dos "momentos incríveis" do álbum X, e recomendou-a para download. Aaron M. do website brasileiro Território da Música disse que a faixa era um dos destaques do álbum. Similarmente, Gilberto Tenório do O Grito! disse que "In My Arms" era a melhor faixa de X e uma séria candidata a hit.
Jax Spike, do About.com, considerou que "In My Arms" e "Wow" eram músicas sublimes "que fluem uniformemente do começo ao fim e são definitivamente ótimas músicas para passar o tempo no seu beco de skate favorito". Nick Levine do Digital Spy também foi positivo, dizendo que Calvin Harris havia dado a Minogue "seu single mais contagioso desde 'I Believe in You'". No entanto, "In My Arms" também recebeu críticas negativas. Em uma crítica para a AllMusic, Christopher True não ficou impressionado com a faixa e a chamou de "pop frio e calculado". Joan Anderman, do The Boston Globe, disse que a música é um "hino dance-pop frio". Dave Hughes, da Slant Magazine, escreveu: "a produção frágil e quase punk de Calvin Harris, 'In My Arms', que é essencialmente como uma boá de penas laranja-neon soaria se fosse uma canção". Listando as 50 melhores canções da cantora para o Herald Sun, o jornalista Cameron Adams posicionou a faixa no número vinte em sua lista, dizendo que "há algo caótico e desequilibrado em "In My Arms" que você não tem em muitas músicas de Kylie - parece uma maratona lotada em três minutos e meio".

## Videoclipe
O videoclipe correspondente para "In My Arms" foi gravado em Los Angeles em janeiro de 2008, juntamente com o videoclipe para "Wow". A diretora Melina Matsoukas foi encarregada de dirigir os dois vídeos. O vídeo estreou online em 29 de janeiro de 2008, e na televisão britânica dois dias depois, após capturas de ecrã dos videoclipes de "In My Arms" e "Wow" terem sido vazadas. Descrito como tendo um visual futurista e com um conceito "dentro da caixa", o vídeo consiste em Minogue em um estúdio de música extravagante, sendo apresentada em várias cenas diferentes: a primeira apresenta a cantora vestindo com uma roupa xadrez roxa e branca, com óculos de sol futuristas; o segundo tem Minogue cantando no microfone, em uma sala de gravação azul; a terceira cena mostra ela com uma trupe de dançarinos; o quarto apresenta a artista em um vestido verde limão com cabelos encaracolados, dançando em uma caixa rosa; e na cena final, ela dança na frente de um ventilador gigante com serpentinas. À medida que o vídeo termina, as cinco cenas são intercaladas e gradualmente desaparecem.

## Apresentações ao vivo

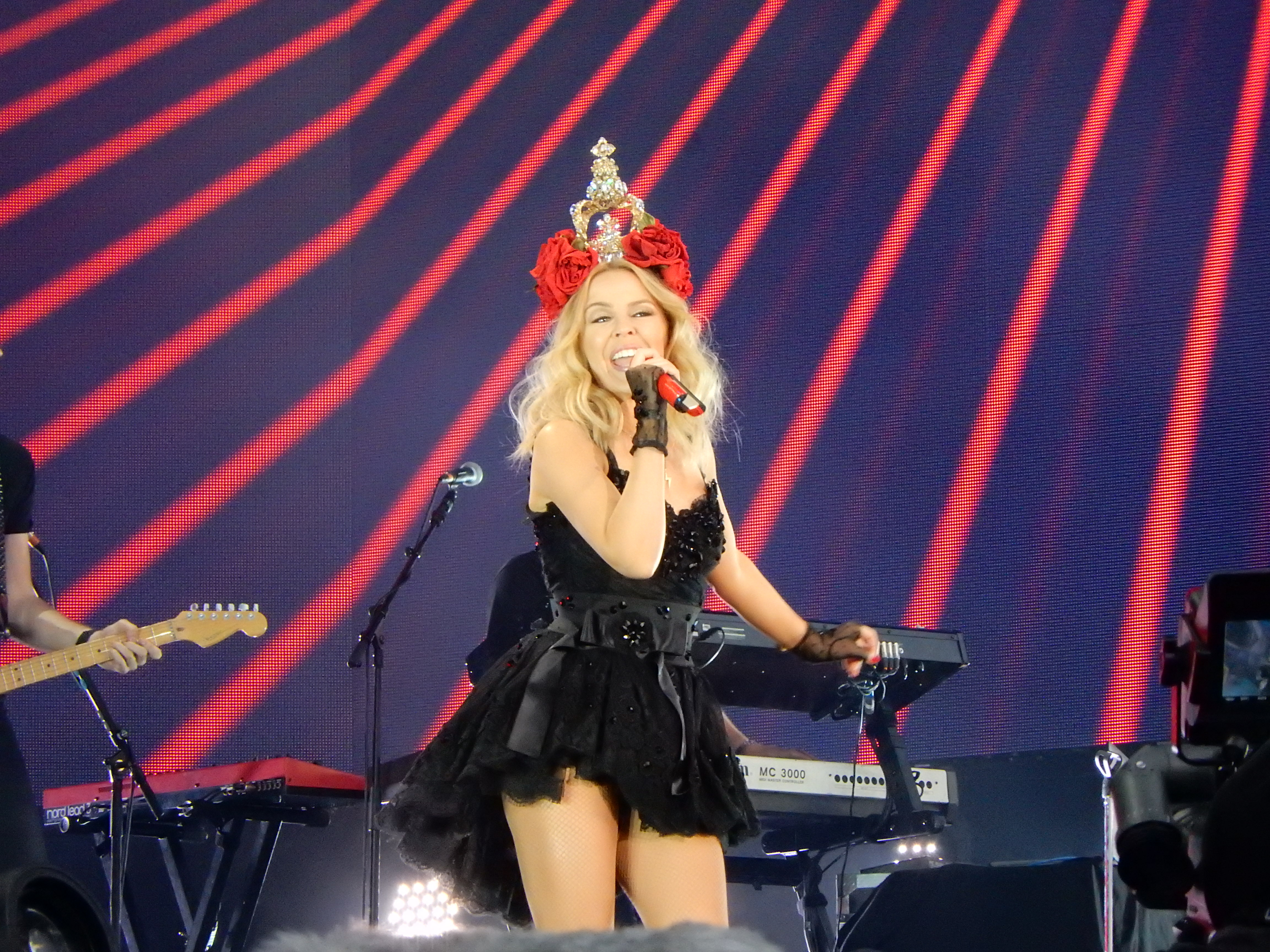
Minogue durante a apresentação de "In My Arms" na turnê Summer 2015

Minogue apresentou "In My Arms" pela primeira vez no prêmio NRJ Music Awards, em 26 de janeiro de 2008, ocorrido em Paris, como forma de promover o single. Dias depois, em 6 de fevereiro, ela cantou a faixa nos prêmios Goldene Kamera, e em 15 de fevereiro, apresentou a canção nos prêmios Echo. No mesmo ano, a artista incluiu "In My Arms" na KylieX2008, turnê que promoveu o álbum X. A canção era apresentada na seção Black and White do concerto, com Minogue vestida como uma czar, com roupas inspiradas na Revolução Russa. Segundo Pete Paphides do The Times, a performance da canção durante o concerto "parecia despertar o fervor do exército musculoso de casais masculinos de cabeça raspada de Kylie. Das arquibancadas, o chão de repente se assemelhava a um enorme prato vibratório de feijão torrado".
A faixa foi incluída na turnê For You, for Me de 2009, sua primeira excursão pela América do Norte, e foi executada como uma das últimas músicas do set principal antes do bis, sendo descrita por Andrew Barker da revista Variety como "irresistível". Em outubro de 2010, enquanto divulgava seu décimo primeiro álbum de estúdio Aphrodite, Minogue cantou "In My Arms" com Alexs Syntek no festival EXA, no México, e nos Premios 40 Principales em 10 de dezembro. Na Aphrodite: Les Folies Tour que cobriu grande parte de 2011, a cantora cantou a faixa cercada por homens vestidos em roupas de couro S&M e mulheres vestidas de escarlate. Durante a Kiss Me Once Tour que ocorreu entre 2014 e 2015, "In My Arms" foi cantada no primeiro ato do concerto, com Minogue usando um vestido vermelho lembrando uma lingerie. Para a turnê Summer 2015, "In My Arms" foi novamente incluída no repertório. Durante seu show na Golden Tour, em 14 de novembro de 2018, na cidade de Viena, a cantora apresentou "In My Arms" durante o bis. Minogue também cantou a canção durante o show da turnê Summer 2019, em 7 de março de 2020, em São Paulo.

## Lista de faixas
| CD single |                                              |         |  |
| N.º       | Título                                       | Duração |  |
| 1.        | "In My Arms"                                 | 3:30    |  |
| 2.        | "In My Arms (Chris Lake Vocal Mix)"          | 6:37    |  |
| 3.        | "In My Arms (Sebastian Leger Vocal Mix)"     | 3:49    |  |
| 4.        | "In My Arms (Steve Pitron & Max Sanna Mix)"  | 6:43    |  |
| 5.        | "In My Arms (Spitzer Remix)"                 | 3:33    |  |
| 6.        | "In My Arms (Death Metal Disco Scene Remix)" | 5:39    |  |

## Créditos
Créditos adaptados do encarte de X.
- Kylie Minogue – vocais
- Calvin Harris – compositor, produtor
- Richard "Biff" Stannard – compositor, produtor
- Geoff Pesche – masterização

## Desempenho nas tabelas musicais
Na Áustria, "In My Arms" estreou em 29 de fevereiro de 2008 na posição de número trinta e dois, e nas semanas seguintes alcançou seu pico de número dezesseis. Na Bélgica, a faixa estreou na parada de singles de Flandres no número trinta e três em 3 de fevereiro de 2008. Na semana seguinte, subiu para o número catorze. A faixa também foi bem-sucedida na parada de singles da Valônia na Bélgica, onde alcançou o número onze. "In My Arms" alcançou o número oito na Alemanha — onde se tornou o primeiro single de Minogue entre os dez melhores desde "Slow" em 2003 —, assim como o décimo lugar na França na tabela física e o segundo lugar na tabela de downloads digitais, tornando-se o maior sucesso de Minogue na França desde 2001 com "Can't Get You Out of My Head". Em outros lugares na Europa, a música alcançou os cinco primeiros na República Tcheca e na Turquia, os dez primeiros na Eslováquia e na Suíça, e os vinte primeiros na Irlanda, Holanda e Suécia.
Antes de seu lançamento como single, a canção estreou no UK Singles Chart em 20 de abril no número sessenta e nove, e quatro semanas depois alcançou seu pico de número dez. Na tabela UK Singles Downloads Chart, que compila as vendas de downloads digitais, a faixa estreou no centésimo lugar, e após cinco semanas, alcançou sua maior posição de número vinte e três. Em maio de 2018, a Official Charts Company divulgou os quarenta singles da cantora que mais venderam no Reino Unido, com "In My Arms" ficando na trigésima sétima posição. Na Austrália, país natal de Minogue, a faixa debutou em sua posição de pico de número trinta e cinco, e ficou na tabela por mais uma semana. A faixa tornou-se o single de Minogue de menor desempenho na região desde "Cowboy Style", que atingiu o pico de número 39 em 1998.
| Tabela musical (2008)             | Melhor posição |
| --------------------------------- | -------------- |
| Alemanha (Offizielle Top 100)     | 8              |
| Austrália (ARIA Charts)           | 35             |
| Áustria (Ö3 Austria Top 40)       | 16             |
| Bélgica (Ultratop 50 de Flandres) | 10             |
| Bélgica (Ultratop 40 de Valônia)  | 11             |
| Dinamarca (Hitlisten)             | 36             |
| Escócia (Official Charts Company) | 2              |
| Eslováquia (IFPI)                 | 6              |
| Europa (Hot 100 Singles)          | 15             |
| França (SNEP)                     | 10             |
| Irlanda (IRMA)                    | 15             |
| Itália (FIMI)                     | 34             |
| Países Baixos (Dutch Top 40)      | 20             |
| Polônia (Airplay Chart)           | 1              |
| Reino Unido (UK Singles Chart)    | 10             |
| Reino Unido (UK Download Chart)   | 23             |
| República Tcheca (Rádio Top 100)  | 2              |
| Romênia (Romanian Top 100)        | 1              |
| Rússia (Tophit)                   | 8              |
| Suécia (Sverigetopplistan)        | 15             |
| Suíça (Schweizer Hitparade)       | 10             |
| Turquia (Türkiye Top 20)          | 2              |

| Tabela musical (2008)             | Posição |
| --------------------------------- | ------- |
| Alemanha (MegaCharts)             | 62      |
| Áustria (Ö3 Austria Top 75)       | 74      |
| Bélgica (Ultratop 50 Wallonia)    | 48      |
| CEI (Tophit)                      | 33      |
| Europa (European Hot 100 Singles) | 71      |
| França (SNEP)                     | 82      |
| Paises Baixos (Dutch Top 40)      | 129     |
| Reino Unido (UK Singles Chart)    | 193     |
| Suíça (Schweizer Hitparade)       | 48      |